# Riachinho (Minas Gerais)
Riachinho is een gemeente in de Braziliaanse deelstaat Minas Gerais. De gemeente telt 8.437 inwoners (schatting 2009).

## Aangrenzende gemeenten
De gemeente grenst aan Arinos, Bonfinópolis de Minas, Santa Fé de Minas, São Romão, Uruana de Minas en Urucuia.

## Geboren
- Sandro Raniere Guimarães Cordeiro, "Sandro" (1989), voetballer